# MTV Video Music Awards/Best Dance Video
Der MTV Video Music Award für das Best Dance Video ist zusammen mit dem Best Rock Video sowie dem Best Rap Video einer von drei Genre-Awards, die 1989 eingeführt wurden. Der Award änderte mehrfach seinen Namen. 1989 wurde er unter seinem heutigen Namen eingeführt. Nachdem er 2007 als Teil eines groß angelegten Relaunches gestrichen wurde, kehrte er bei den 2008 als Best Dancing in a Video zurück. Bereits 2009 wurde die Kategorie wieder gestrichen, nur um bei den MTV Video Music Awards 2010 als Best Electronic Dance Music Video zurückzukehren. 2013 wurde der Award wieder ausgesetzt und kehrte 2014 als MTV Clubland Award zurück. Nach einem weiteren Aussetzer 2015 wurde er bei den MTV Video Music Awards 2016 als Best Electronic Video vergeben. Erst bei den MTV Video Music Awards 2017 erhielt er seinen ursprünglichen Namen zurück und wird seitdem wieder jährlich vergeben.
The Pussycat Dolls, Calvin Harris und Zedd konnten den Award je zweimal gewinnen. Madonna und Janet Jackson wurden je sechsmal nominiert.

## Übersicht

### Best Dance Video (1989–2006)
| Award | Jahr | Preisträger                                | für das Video                              | Nominierungen |
| ----- | ---- | ------------------------------------------ | ------------------------------------------ | --- |
| 1.    | 1989 | Paula Abdul                                | Straight Up                                | - Bobby Brown – Every Little Step - Michael Jackson – Smooth Criminal - Jody Watley – Real Love                                                                                         |
| 2.    | 1990 | MC Hammer                                  | U Can’t Touch This                         | - Paula Abdul – Opposites Attract - Janet Jackson – Rhythm Nation - Madonna – Vogue |
| 3.    | 1991 | C+C Music Factory                          | Gonna Make You Sweat (Everybody Dance Now) | - Bingoboys (featuring Princessa) – How to Dance - Deee-Lite – Groove Is in the Heart - EMF – Unbelievable                                                                              |
| 4.    | 1992 | Prince and The New Power Generation        | Cream                                      | - En Vogue – My Lovin' (You're Never Gonna Get It) - Madonna – Holiday (Truth or Dare version) - Marky Mark and the Funky Bunch – Good Vibrations                                       |
| 5.    | 1993 | En Vogue                                   | Free Your Mind                             | - Janet Jackson – That’s the Way Love Goes - RuPaul – Supermodel - Stereo MCs – Connected                                                                                               |
| 6.    | 1994 | Salt-n-Pepa (feat. En Vogue)               | Whatta Man                                 | - En Vogue – Runaway Love - Janet Jackson – If - Us3 – Cantaloop (Flip Fantasia) - Crystal Waters – 100% Pure Love                                                                      |
| 7.    | 1995 | Michael Jackson and Janet Jackson          | Scream                                     | - Paula Abdul – My Love Is for Real - C+C Music Factory – Do You Wanna Get Funky - Montell Jordan – This Is How We Do It - Madonna – Human Nature - Salt-n-Pepa – None of Your Business |
| 8.    | 1996 | Coolio                                     | 1, 2, 3, 4 (Sumpin’ New)                   | - Everything but the Girl – Missing - La Bouche – Be My Lover - George Michael – Fastlove                                                                                               |
| 9.    | 1997 | Spice Girls                                | Wannabe                                    | - The Chemical Brothers – Block Rockin’ Beats - Freak Nasty – Da’ Dip - The Prodigy – Breathe                                                                                           |
| 10.   | 1998 | The Prodigy                                | Smack My Bitch Up                          | - Backstreet Boys – Everybody (Backstreet's Back) - Janet Jackson – Together Again - Madonna – Ray of Light - Will Smith – Gettin’ Jiggy wit It                                         |
| 11.   | 1999 | Ricky Martin                               | Livin’ la Vida Loca                        | - Cher – Believe - Fatboy Slim – Praise You - Jordan Knight – Give It to You - Jennifer Lopez – If You Had My Love                                                                      |
| 12.   | 2000 | Jennifer Lopez                             | Waiting for Tonight                        | - Ricky Martin – Shake Your Bon-Bon - *NSYNC – Bye Bye Bye - Sisqó – Thong Song - Britney Spears – (You Drive Me) Crazy                                                                 |
| 13.   | 2001 | *NSYNC                                     | Pop                                        | - Christina Aguilera, Lil’ Kim, Mýa and Pink – Lady Marmalade - Fatboy Slim – Weapon of Choice - Janet Jackson – All for You - Jennifer Lopez – Love Don’t Cost a Thing                 |
| 14.   | 2002 | Pink                                       | Get the Party Started                      | - Dirty Vegas – Days Go By - Kylie Minogue – Can’t Get You Out of My Head - Shakira – Whenever, Wherever - Britney Spears – I’m a Slave 4 U                                             |
| 15.   | 2003 | Justin Timberlake                          | Rock Your Body                             | - Christina Aguilera (feat. Redman) – Dirrty - Jennifer Lopez – I’m Glad - Mýa – My Love Is Like...Wo - Sean Paul – Get Busy                                                            |
| 16.   | 2004 | Usher (featuring Ludacris & Lil Jon)       | Yeah!                                      | - Beyoncé – Naughty Girl - The Black Eyed Peas – Hey Mama - Missy Elliott – I'm Really Hot - Britney Spears – Toxic                                                                     |
| 17.   | 2005 | Missy Elliott (feat. Ciara & Fatman Scoop) | Lose Control                               | - Ciara (feat. Missy Elliott) – 1, 2 Step - Destiny’s Child – Lose My Breath - Jennifer Lopez – Get Right - Shakira (feat. Alejandro Sanz) – La Tortura                                 |
| 18.   | 2006 | The Pussycat Dolls (feat. Snoop Dogg)      | Buttons                                    | - Nelly Furtado (feat. Timbaland) – Promiscuous - Madonna – Hung Up - Sean Paul – Temperature - Shakira (feat. Wyclef Jean) – Hips Don’t Lie                                            |

### Best Dancing in a Video
| Award | Jahr | Preisträger    | für das Video  | Nominierungen |
| ----- | ---- | -------------- | -------------- | --- |
| 19.   | 2008 | Pussycat Dolls | When I Grow Up | - Chris Brown – Forever - Danity Kane – Damaged - Madonna (feat. Justin Timberlake und Timbaland) – 4 Minutes - Ne-Yo – Closer |

### Best Dance Video (2010)
| Award | Jahr | Preisträger | für das Video | Nominierungen |
| ----- | ---- | ----------- | ------------- | --- |
| 20.   | 2010 | Lady Gaga   | Bad Romance   | - Cascada – Evacuate the Dancefloor - David Guetta (featuring Akon) – Sexy Chick - Enrique Iglesias (featuring Pitbull) – I Like It (Jersey Shore Version) - Usher (featuring will.i.am) – OMG |

### Best Electronic Dance Music Video
| Award | Jahr | Preisträger   | für das Video | Nominierungen |
| ----- | ---- | ------------- | ------------- | --- |
| 21.   | 2012 | Calvin Harris | Feel So Cute  | - Skrillex – First of the Year (Equinox) - Avicii – Levels - Duck Sauce – Big Bad Wolf - Martin Solveig – The Night Out |

### MTV Clubland Award
| Award | Jahr | Preisträger                      | für das Video  | Nominierungen |
| ----- | ---- | -------------------------------- | -------------- | --- |
| 22.   | 2014 | Zedd (featuring Hayley Williams) | Stay the Night | - Disclosure – Grab Her! - DJ Snake und Lil Jon – Turn Down for What - Martin Garrix – Animals - Calvin Harris – Summer |

### Best Electronic Video
| Award | Jahr | Preisträger                 | für das Video         | Nominierungen |
| ----- | ---- | --------------------------- | --------------------- | --- |
| 23.   | 2016 | Calvin Harris und Disciples | How Deep Is Your Love | - 99 Souls (feat. Destiny’s Child und Brandy) – The Girl Is Mine - Afrojack – SummerThing! - The Chainsmokers (feat. Daya) – Don’t Let Me Down - Mike Posner – I Took a Pill in Ibiza |

### Best Dance Video (2018–heute)
| Award | Jahr | Preisträger                         | für das Video   | Nominierungen |
| ----- | ---- | ----------------------------------- | --------------- | --- |
| 24.   | 2016 | Avicii (featuring Rita Ora)         | Lonely Together | - The Chainsmokers – Everybody Hates Me - David Guetta & Sia – Flames - Calvin Harris & Dua Lipa – One Kiss - Marshmello (featuring Khalid) – Silence - Zedd & Liam Payne – Get Low                                                       |
| 25.   | 2019 | The Chainsmokers (feat. Bebe Rexha) | Call You Mine   | - Clean Bandit (feat. Demi Lovato) – Solo - DJ Snake (feat. Selena Gomez, Ozuna and Cardi B) – Taki Taki - David Guetta, Bebe Rexha and J Balvin – Say My Name - Marshmello and Bastille – Happier - Silk City and Dua Lipa – Electricity |